# Celaenia tuberosa
Celaenia tuberosa (Urquhart, 1889) è un ragno appartenente alla famiglia Araneidae.

## Distribuzione
La specie è stata reperita in Nuova Zelanda: l'olotipo è stato rinvenuto nei dintorni di Karaka, cittadina dell'Isola del Nord

## Tassonomia
Al 2012 non sono note sottospecie e dal 1917 non sono stati esaminati nuovi esemplari.